# O admirabilă lucrare literară
O admirabilă lucrare literară este o operă literară scrisă de Ion Luca Caragiale. 